# Drahtung

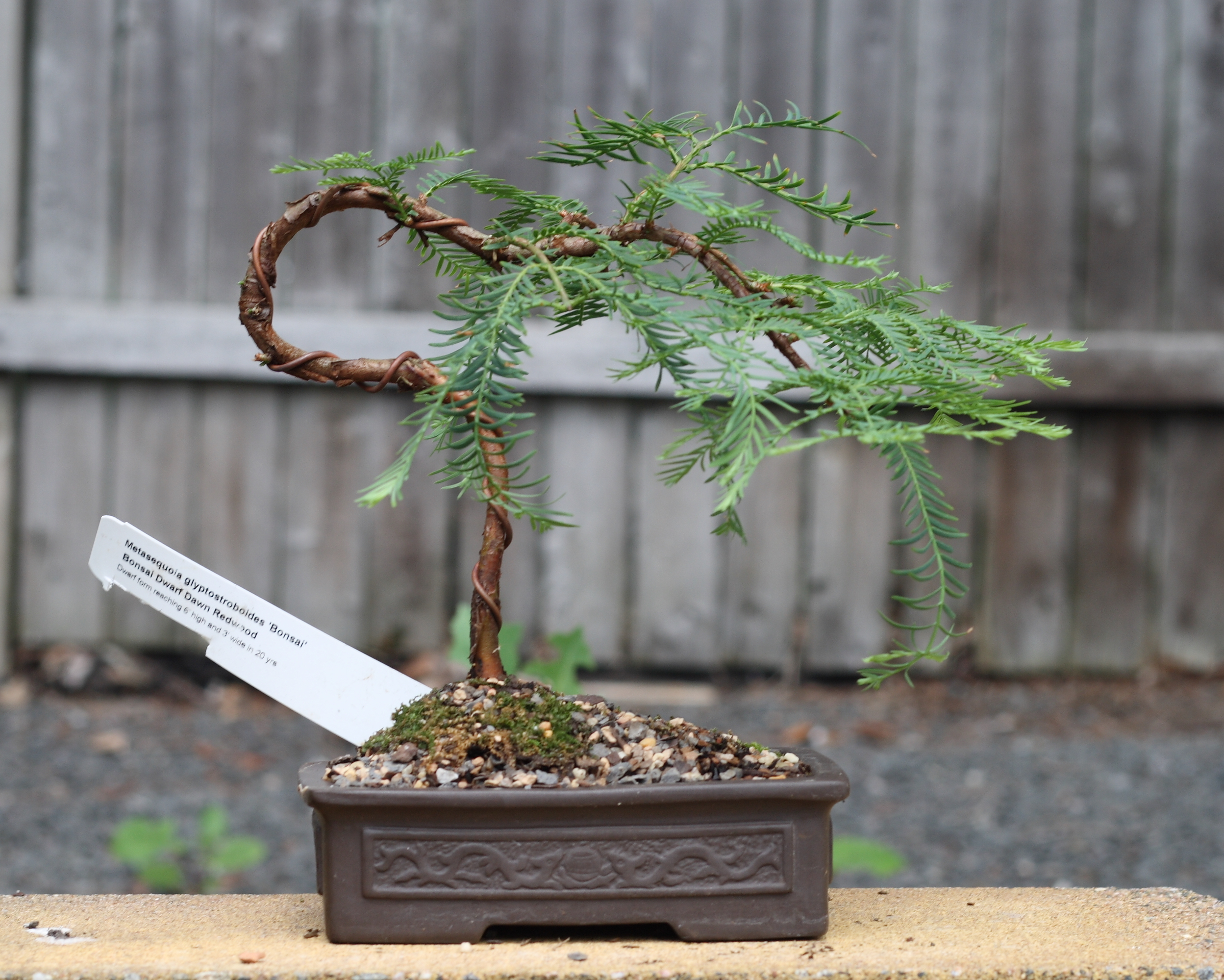
Gedrahteter Bonsai eines Urweltmammutbaums (Metasequoia glyptostroboides)

Drahtung (jap. 針金掛け, Harigane-kake) ist eine Technik zur Formgebung von Gehölzen. Die Technik wird bei der Gestaltung von Bonsais angewandt.
Bonsais sind in einem kleinen Pflanzgefäß gezogene Bäume und Sträucher, die durch geeignete Maßnahmen (z. B. Drahtung, Form-, Wurzel- und Blattschnitt) in ihrem Wuchs begrenzt und gemäß ästhetischer Gestaltungsziele in eine gewünschte Wuchsform gebracht werden.

## Die Technik
Ziel der Drahtung ist, die Position der noch formbaren Stämme und Äste junger Gewächse zu verändern. Junge Triebe wachsen in der Regel nach oben, dem Sonnenlicht entgegen. Die Drahtung ermöglicht es, die Triebe in eine nach unten gerichtete Wachstumsrichtung zu zwingen und der Pflanze das Erscheinungsbild eines gealterten Baumes zu geben.

Anwendung der Drahtung zur Formgestaltung eines Astes

Dabei werden Stämme oder Äste, in der Regel vor dem Einsetzen der Vegetationsperiode, mit einem Draht umwickelt. Meist wird dazu eloxierter Aluminiumdraht oder geglühter, biegsamer Kupferdraht verwendet, mit einem Durchmesser von 1,5 bis 3 mm. Die Umwicklung eines Stammes wird spiralförmig von unten nach oben durchgeführt und der Draht zuvor im Substrat am Fuß des Baumes verankert. Äste und Zweige werden vom Stamm zu den äußeren Triebspitzen umwickelt.
Nach der Drahtung kann die Pflanze manuell gebogen und in ihre gewählte Position geformt werden. Der betreffende Pflanzenteil verharrt nun in der gewünschten Form.

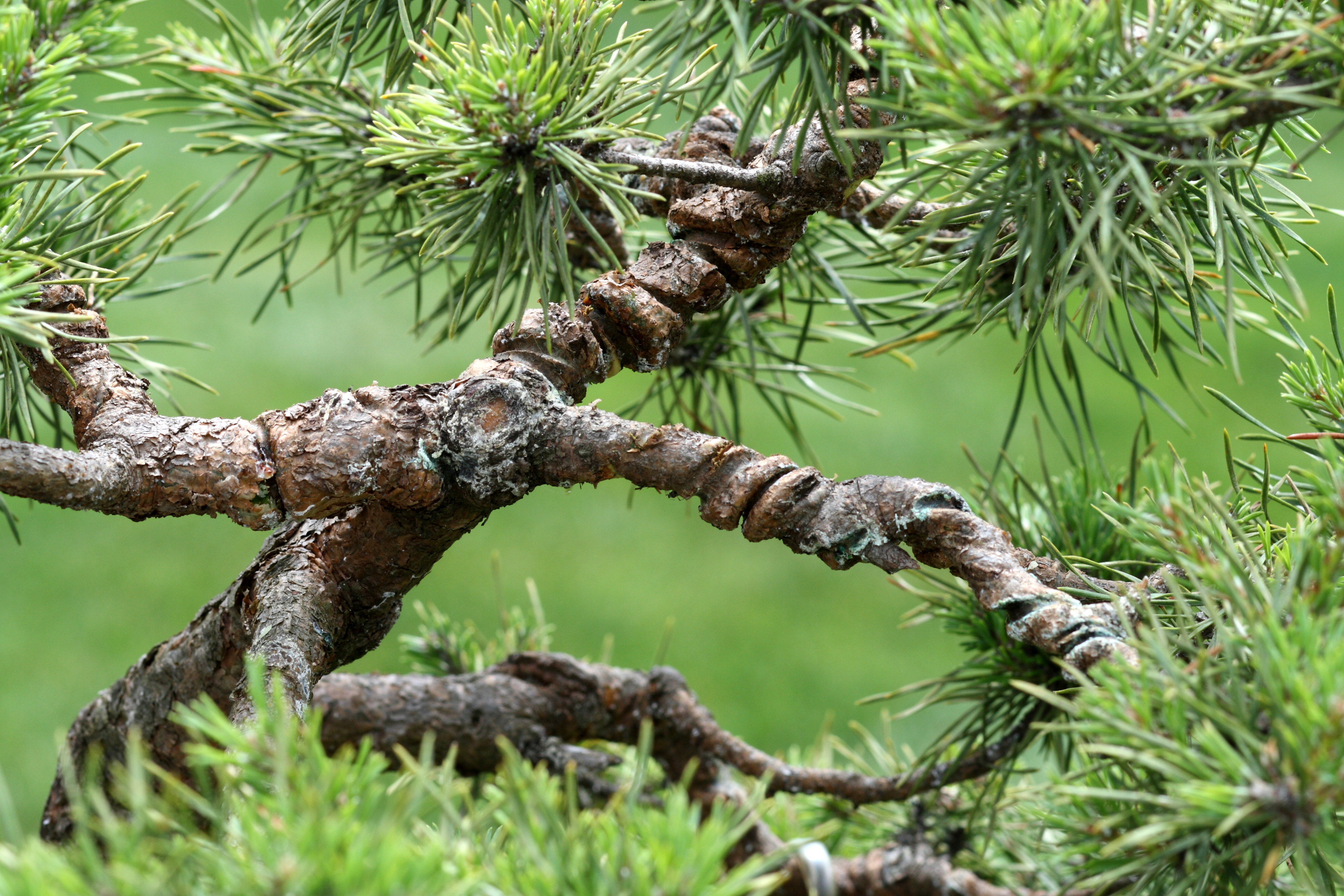
Bonsai einer Waldkiefer (Pinus sylvestris) mit tiefen Schadstellen durch eingewachsene Drähte

Der Draht wird entfernt, bevor er beginnt, in die Rinde einzuwachsen. Eingewachsene Drähte können in der Rinde des Baumes tiefe Schadstellen verursachen, die nur sehr langsam überwallt werden. Zur Entfernung wird eine geeignete Drahtschere verwendet. Der Draht, der eng die Rinde umschließt, wird in kurze Stücke geschnitten und vorsichtig entfernt, um den Baum nicht zu beschädigen.